# Macrosteles divisus
Macrosteles divisus är en insektsart som beskrevs av Philip Reese Uhler 1877. Macrosteles divisus ingår i släktet Macrosteles och familjen dvärgstritar. Inga underarter finns listade i Catalogue of Life.